# مکس ویرت (دوچرخه‌سوار)
مکس ویرت (انگلیسی: Max Wirth؛ زادهٔ ۹ سپتامبر ۱۹۳۰) دوچرخه‌سوار اهل سوئیس است.